# Флао, Шарль Жозеф де
Огю́ст Шарль Жозе́ф Флао́ де ля Бийярдери́ (фр. Auguste Charles Joseph Flahaut de La Billarderie; 21 апреля 1785, Париж — 2 сентября 1870, там же) — французский генерал и дипломат.

## Биография
Официально считался сыном Александра Себастьяна де Флао, однако современники были уверены, что супруга Флао, Суза, Аделаида Филье де Соуза-Ботельо родила сына от Шарля Мориса Талейрана, своего многолетнего любовника. Шарля де Флао и Талейрана долгие годы связывали особые дружеские отношения. Александр де Флао был казнён в Аррасе в 1793 году. Аделаида де Флао вместе с сыном эмигрировала ещё в 1792 году. Они вернулись на родину в 1798 году.
В возрасте 15 лет вступил в добровольческий батальон, сопровождавший Наполеона в Итальянской кампании 1800 года. С 1801 года — адъютант Луи Бонапарта, с 1803 — Мюрата, с 1808 — Бертье. Воевал в Португалии, Германии, Испании и России.
Флао имел репутацию «одного из величайших соблазнителей во французской армии». Современники описывали его как высокого блондина с голубыми глазами. По словам Гортензии Богарне, он хорошо пел. Его любовницами были Каролина Мюрат, Полина Бонапарт, а также Анна Потоцкая. Тем не менее, его самый знаменитый роман — связь с Гортензией Богарне, которая родила в 1811 году от Флао сына Шарля, будущего герцога де Морни (также существует версия, что Флао был отцом и самого Наполеона III). В свидетельстве о рождении ребёнка отцом был указан «Огюст Жан Гиацинт Деморни, из Санто-Доминго, проживающий в Вильтанез, Сена», а матерью — его жена «Корали Эмили Луиза Флери».
В 1813 году получил звание бригадного генерала, в этом же году стал адъютантом Наполеона. Наполеон, поначалу прохладно относившийся к Флао, считая, что у него нет никаких достоинств, кроме внешности, позднее переменил своё мнение, назвав человеком, «способным на всё».
После сражения при Дрездене Флао получил звание дивизионного генерала (24 октября 1813 года). Титул графа Империи и звание командора ордена Почётного легиона были присвоены ему в 1814 году. 22 февраля 1814 года Флао встречался с полномочными представителями России, Австрии и Пруссии для решения вопроса о перемирии, но его предложения были отвергнуты.
После первого отречения Наполеона, во время Реставрации Бурбонов, перешел на их сторону. Во время «Ста дней» вновь присоединился к императору. В 1815 году, после второго отречения императора, имел намерение сопровождать Наполеона на остров Святой Елены, но, под влиянием матери, отказался от него. Позже безуспешно пытался передать престол сыну Наполеона. Заступничество Талейрана спасло Флао от тюрьмы, но ему пришлось покинуть Францию.
Поселился в Англии, где женился на Маргарет Меркер Эльфинстон, баронессе Кейт. У супругов было пять дочерей. Во Францию Флао вернулся в 1827 году. Во время Июльской монархии начал дипломатическую карьеру. У Флао были очень хорошие отношения с Луи-Филиппом, который в годы эмиграции был любовником его матери. В 1830 году Флао становится генерал-лейтенантом и пэром Франции. Был французским послом в Берлине и в Вене. Ушёл в отставку в сентябре 1848 года, после падения Июльской монархии, и уехал в Англию.
Участвовал вместе со своим сыном от Гортензии Богарне, будущим герцогом де Морни, в подготовке к государственному перевороту 2 декабря 1851 года, который долженствовал возвести на престол законнорожденного сына Гортензии — Людовика Наполеона. После прихода последнего к власти — сенатор (с 31 декабря 1852 года), великий канцлер ордена Почётного легиона. Быстро разочаровавшись в Наполеоне III, вскоре отошёл от политики. Тем не менее остался верен режиму Второй империи, а в 1860 году получил должность посла в Лондоне. Оставил этот пост в 1862 году из-за разногласий с Наполеоном III, в том числе и в связи с отставкой министра иностранных дел Эдуара Тувнеля.
Флао скончался в день битвы при Седане, положившей конец Второй империи. Похоронен на кладбище Монмартр в Париже. Его потомком был государственный деятель современной Франции Мишель Понятовский (1922—2002).

## Образ в кино
- «Наполеон: путь к вершине» (Франция, Италия, 1955) — актёр Жан Д'Оржейкс[фр.]
- «Ватерлоо» (Италия, СССР, 1970) — актёр Ростислав Янковский